# Brahmeswara-Tempel (Bhubaneswar)

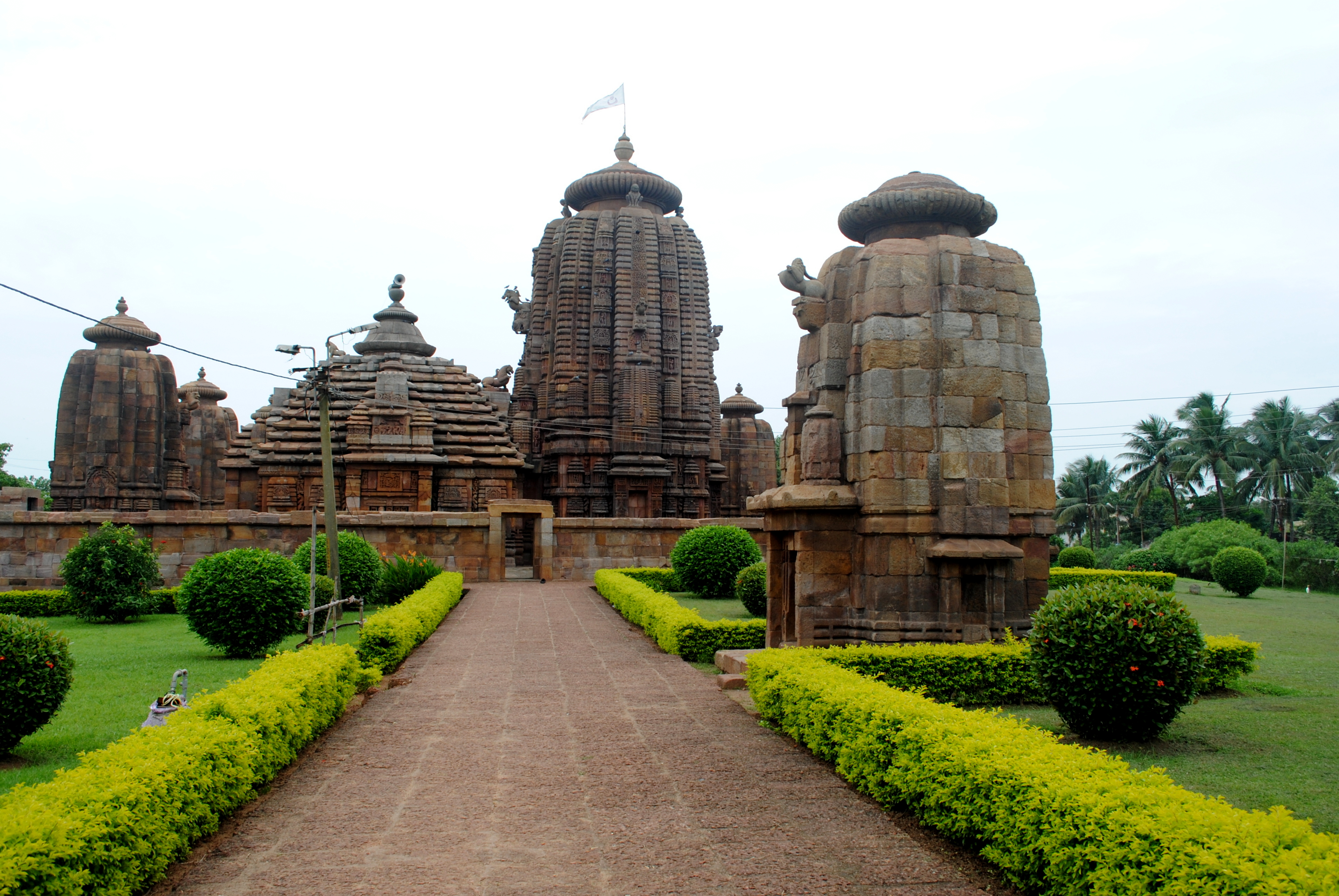
Brahmeswara-Tempel in Bhubaneswar

Der Brahmeswara-Tempel in der ostindischen Stadt Bhubaneswar im Bundesstaat Odisha gehört zu den bedeutendsten historischen Bauwerken des Landes. Er steht etwa 1500 m östlich des Lingaraja-Tempels im Bereich der Altstadt von Bhubaneswar. Er ist dem Hindu-Gott Shiva als Brahmeshwara, „Herr Brahmas“, geweiht.

## Geschichte
Gemäß einer – nicht mehr erhaltenen – Inschrift wurde der Tempel im 18. Regierungsjahr von König Udyotakesari aus der Somavamsi-Dynastie von dessen Mutter Kolavati Devi errichtet, was dem Jahr 1058 entspricht. Der Tempel wurde Verlauf seines fast tausendjährigen Bestehens kaum verändert und bietet somit beinahe ein Idealbild eines Tempels im Stil der Region um Bhubaneswar.

## Architektur
Der aus zwei Bauteilen (Cella und Versammlungshalle) bestehende und in Ost-West-Richtung orientierte Haupttempel wird begleitet von vier kleineren Schreinen, so dass sich insgesamt ein Panchayatana-Schema ergibt. Er steht nicht auf einer erhöhten Plattform (jagati), sondern auf einem Sockelunterbau innerhalb eines ummauerten ebenen Geländes. Markantestes äußeres Merkmal ist der über 18 m hohe Turmaufbau (rekha-deul) mit einem fast schwebend wirkenden Abschluss bestehend aus einem Amalaka-Ringstein und einer Kalasha-Vase oberhalb der Cella (garbhagriha), innerhalb derer sich ein steinerner Lingam im Zentrum einer Yoni-Steinplatte befindet; in der Versammlungshalle (jagamohana) davor ruht ein Nandi-Bulle auf einem Sockelpodest. Der Dachaufbau des Haupttempels wiederholt sich in verkleinerter Form an den vier Begleitschreinen, deren Eingänge jeweils nach Westen oder nach Osten weisen.

## Skulptur
Ähnlich wie der etwa 40 Jahre spätere Lingaraja-Tempel ist der Brahmeswara-Tempel außen und innen reich mit Skulpturen versehen, die jedoch weder in der Anzahl noch in ihrer künstlerischen Qualität und Ausdrucksstärke an diejenigen von Khajuraho heranreichen. Im Türsturz befindet sich das in Indien so beliebte Gajalakshmi-Motiv. An den Außenwänden finden sich Brahma, Ardhanarishvara, Parvati, Chamunda, Ganesha, ein Vina spielender Shiva sowie diverse Begleitfiguren (dikpalas, nayikas, mithunas u. a.). Auch ornamentales Dekor ist reichlich vorhanden und verleiht dem Bauwerk einen insgesamt repräsentativen Charakter.